# Morphisme zéro
En mathématiques, et plus particulièrement dans la théorie des catégories, un morphisme zéro est un type spécial de morphisme présentant certaines propriétés analogues à celles des morphismes vers et depuis un objet zéro.

## Définitions
Supposons que C soit une catégorie, et f : X → Y un morphisme de la catégorie C. Le morphisme f est appelé  « morphisme constant »  (ou encore  « morphisme zéro à gauche ») si pour tout objet W de la catégorie C et tout morphisme de cette catégorie g, h : W → X, on a fg = fh. Parallèlement, f est appelé  « morphisme coconstant » (ou encore  « morphisme zéro à droite ») si pour tout objet Z de la catégorie C et tout morphisme de cette catégorie g, h : Y → Z, on a gf = hf. Un  morphisme zéro est un morphisme qui est à la fois constant et coconstant.
Une  « catégorie avec morphismes zéro » est celle où, pour tous les couples d'objets A et B de la catégorie C, il y a un morphisme fixe de cette catégorie 0AB : A → B, cette collection de morphismes zéro étant telle que pour tous les objets X, Y, Z de la catégorie C et tous les morphismes de cette catégorie f : Y → Z, g : X → Y, le diagramme suivant commute:
Les morphismes 0XY sont nécessairement des morphismes zéro et forment un système compatible de morphismes zéro.
Si C est une catégorie avec morphismes zéro, alors la collection des morphismes zéro 0XY est unique.
Cette façon de définir séparément un morphisme zéro et  une « catégorie à morphismes zéro » est malheureuse, mais si chaque sous-catégorie de la catégorie  a un morphisme zéro, alors la catégorie est à morphismes zéro.

## Exemples
- Dans la catégorie des groupes (ou des modules), un morphisme zéro est un homomorphisme f : G → H qui envoie tout G vers l'identité dans H. L'objet zéro dans la catégorie des groupes est le groupe trivial 1 = {1}, qui est unique à un isomorphisme près. Tout morphisme zéro peut être factorisé par 1, c'est-à-dire f : G → 1 → H.
- Plus généralement, supposons que C soit une catégorie avec un objet zéro 0 {\displaystyle \Rightarrow } pour tous les objets X et Y, il existe une suite unique de morphismes zéro

0XY : X → 0 → Y
La famille de tous les morphismes ainsi construite confère à C la structure d'une catégorie à morphismes zéro.
- Si C est une catégorie pré-additive, alors tout ensemble de morphismes Mor ( X, Y ) est un groupe abélien et a donc un élément nul. Ces éléments nuls forment une famille compatible de morphismes zéro pour C, ce qui en fait une catégorie à morphismes zéro.

- La catégorie des ensembles n'a pas d'objet nul, mais elle a un objet initial, l'ensemble vide ∅. Les seuls morphismes zéro à droite dans cette catégorie sont les fonctions ∅ → X pour un ensemble X.

## Concepts associés
Si C a un objet zéro 0, étant donné deux objets X et Y de la catégorie C, il existe des morphismes canoniques f : X → 0 et g : 0 → Y. Alors, gf est un morphisme zéro dans Mor C ( X, Y ). Ainsi, toute catégorie avec un objet zéro est une catégorie avec un morphisme zéro donné par la composition 0XY : X → 0 → Y.
Si une catégorie a des morphismes zéro, alors on peut définir les notions de noyau et de conoyau pour tout morphisme de cette catégorie.